# توکانچه زعفرانی
توکانچه زعفرانی (نام علمی: Pteroglossus bailloni) نام یک گونه از سرده پرزبان است.